# Porcelanosa
Porcelanosa es un grupo empresarial español, especializado en la fabricación y comercialización de pavimentos y revestimientos cerámicos y naturales, fachadas, superficies de nueva generación, mobiliario de cocina, sanitarios, grifería, accesorios de baño y soluciones de colocación, medioambiente y sostenibilidad. 
Porcelanosa cuenta con una sólida implantación a nivel internacional a través de sus más de 850 puntos de venta, entre los que se encuentran los 150 establecimientos que forman parte de la red comercial propia.

## Perfil

Porcelanosa Showroom 5ª Avenida Manhattan

Por sectores, en el año 2012, el 70% de las ventas fueron de cerámica, el 11% de mobiliario para el baño y cocina, el 10% de mármol, terracota, parqué y materiales de colocación, entre otros y el 9% de bañeras, hidromasaje, grifos, sanitarios y demás.
A finales de 2015, la empresa contaba con más 850 puntos de venta en 150 países de los cinco continentes y un equipo humano con más 4500 trabajadores.

## Historia
Sus orígenes se remontan a 1973, en Villarreal, en pleno proceso de transformación de la economía provincial del sector agrario al industrial. Sus fundadores, D. José Soriano, impulsor y referente de la industria cerámica en la provincia de Castellón, junto a los hermanos Héctor y Manuel Colonques, apostaron por la creación de una planta de fabricación de pavimentos y revestimientos cerámicos de pasta blanca, una iniciativa pionera en una época en la que la práctica totalidad de la cerámica se producía con arcilla roja. La similitud de la pasta blanca con la porcelana es lo que dio origen a su nombre.
La fuerte demanda y el espíritu emprendedor de sus fundadores propiciaron el nacimiento de otras siete empresas relacionadas con el interiorismo y la arquitectura conformando el mapa actual de este grupo empresarial que, además de ofrecer productos cerámicos, también se ha especializado en la producción de pavimentos y revestimientos con materiales naturales, como madera o piedra; así como mobiliario de cocinas y completos equipamientos de baño, e incluso avanzados sistemas constructivos para la arquitectura actual.
La diversificación de la producción y la creación de un sistema de distribución único, basado en el establecimiento de una red de tiendas propias a nivel internacional, con más de 850 puntos de venta en todo el mundo, han sido, y continúan siendo, los pilares de crecimiento de este holding empresarial de capital 100% español.

## Empresas del grupo
El grupo está conformado por:
- Porcelanosa: fundada en 1973 y centrada en la producción de pavimento y revestimiento cerámico.
- Venis: fundada en 1986 y especializada en la producción de pavimento y revestimiento cerámico.
- Gamadecor: fundada en 1987, se dedica a la producción de cocinas, muebles de baño, accesorios y armarios.
- Krion: fundada en 1993 (antiguamente se llamaba Systempool), Krion produce una superficie sólida usada para encimeras y fachadas.
- L'Antic Colonial: fundada en 1999, se centra en productos naturales como la piedra, el mármol, la cerámica, los mosaicos y la madera.
- Butech: fundada en 2001, se especializa en azulejos y en materiales y sistemas de construcción, como: fachadas, mortero y adhesivos especiales para condiciones climáticas extremas.
- Noken: fue fundada en 2001 y está especializada en cerámica para baños, grifería, duchas y bañeras y muebles y accesorios de baño.
- Urbatek: fundada en 2004, se centra en la arquitectura y diseños de proyectos y en ofrecer cerámica adaptada tanto para aplicaciones interiores como exteriores.